# The Heritage (Europese Tour)
The Heritage was een eenmalig golftoernooi in 2004. Het maakte deel uit van de Europese PGA Tour.
Het toernooi werd gespeeld op de Duke's Course van de Woburn Golf & Country Club en werd gewonnen door Henrik Stenson met een score van 269 (-19). Tweede was Carlos Rodiles met -15.
Na de eerste ronde stond Graeme McDowell met -5 aan de leiding samen met José Manuel Lara en Nick O'Hern. Na de tweede ronde stond McDowell nog steeds aan de leiding, nu met Phillip Price. Na de derde ronde kwam Stenson aan de leiding. Sinds hij de Benson & Hedges International Open in 2001 won, was zijn spel een beetje in elkaar gezakt. Fanny Sunesson werd zijn nieuwe caddie en zijn zelfvertrouwen kwam terug. Hij scoorde 69-67-67-66 en won.